# Abdón Porte
Abdón Porte (ur. 1890 w Montevideo, zm. 5 marca 1918 tamże) – urugwajski piłkarz grający na pozycji pomocnika.

## Życiorys

### Kariera klubowa
Abdón Porte karierę zawodową rozpoczął w 1909 roku jako piłkarz Colón.
Rok później, po krótkim epizodzie w nieistniejącym dziś Libertad Montevideo, przeniósł się do Nacionalu, w którym zadebiutował 12 marca 1911 w spotkaniu przeciwko Dublinowi Montevideo. W trakcie siedmiu lat gry dla Nacionalu, zdobył z klubem pięć mistrzostw kraju.

### Kariera reprezentacyjna
Był w składzie zwycięskiej reprezentacji Urugwaju na Copa América 1917 – na turnieju nie wystąpił w żadnym spotkaniu.
W latach 1914–1917 rozegrał dla reprezentacji trzy spotkania i zdobył jednego gola.

### Śmierć
Przed sezonem 1918, Porte stracił miejsce w podstawowym składzie na rzecz Alfredo Zibechiego. Czwartego marca 1918 roku, Porte rozegrał całe spotkanie w spotkaniu z Charley F.C, po czym wraz z członkami klubu udał się na tradycyjny pomeczowy bankiet. W trakcie trwania przyjęcia, Porte wyszedł z budynku i wsiadł do tramwaju jadącego w kierunku stadionu klubu Estadio Gran Parque Central. Zaraz po tym jak dotarł na miejsce, udał się na środek boiska, po czym się zastrzelił. Jego ciało i dwa listy pożegnalne zostały odnalezione następnego dnia.
"Abdon Porte popełnił samobójstwo na stadionie Nacional. O północy wypalił sobie w skroń na samym środku boiska, tam gdzie go swojego czasu uwielbiano. Wszystkie światła były zgaszone, nikt nie słyszał strzału. Znaleziono go rankiem. W jednej ręce miał pistolet, w drugiej list pożegnalny..." 